# .travel
.travel es un dominio de internet de nivel superior (TLD) aprobado por el ICANN el 8 de abril de 2005 como un dominio de Internet patrocinado como parte de un segundo grupo de nuevos TLD evaluados en 2004.
Están disponibles para cualquiera que proporcione o planee proporcionar servicios, productos o contenidos relacionados con el turismo. Las nuevas startups turísticas son bienvenidas, y eso incluye cualquier proveedor de contenido turístico.
Para poder completar el registro, es necesario disponer de un código UIN. Este es promovido por Tralliance Registry Management Company (TRMC).
Los registros son procesados por registradores acreditados.

## Propósito
Un sitio con dominio .travel se identifica con los viajes o el turismo. Esto ayuda a ser fácilmente reconocibles.